# HBO Nordic
HBO Nordic var en video on demand-tjänst samt tablålagd tv-kanal från amerikanska tv-bolaget HBO. Lanserad under vintern 2012 för Sverige, Norge, Danmark och Finland.
Tjänsten och kanalen sände HBO:s amerikanska egenproducerade dramaserier med skandinaviska undertexter. Deras tidigare produktioner fanns också tillgängliga i samtliga säsonger i on demand-tjänstens programbibliotek. Den linjära tv-kanalen distribuerades i både HD och SD från start via digital-tv-operatören Telia. Den 5 december 2019 inleddes ett samarbete med Telenor för att visa HBO Nordic i Telenors streaming-app. Tjänsten ersattes 2021 av HBO Max.

## Historia
HBO hade tidigare gjort försök att ta sig in på den skandinaviska marknaden när de var en av de sista budgivningarna på den nordiska versionen av franskägda Canal Plus som skulle säljas. HBO lade ner de slutgiltiga budgivningen mot TV4-gruppen under juni 2008. Det amerikanska tv-bolaget drog sig ur när TV4 erbjöd 320 miljoner euro för Canal Plus vilket HBO inte tyckte att verksamheten var värd. I stället har HBO valt att lansera en egen tv-kanal och on demand-tjänst i de nordiska länderna.
Den 15 augusti 2012 meddelade HBO att man startar ett nytt svenskbaserat bolag HBO Nordic i samarbete med Parsifal International, ägt av Peter Ekelund. Tjänsten är avsedd för surfplattor, smartphones, Smart-TV, spelkonsoler och vanliga datorer och mot betalning erbjuds tv-serier några timmar efter att de visats i USA med undertextning. Lanseringen av Video on Demand-tjänsten förändrar inte rättigheterna för tv-serierna i de nordiska tv-kanalerna.
HBO Nordic var planerad att lanseras i mitten av oktober 2012. Men webbsidan öppnades inte förrän den 14 december 2012. Till en början erbjöd HBO endast abonnemang med en bindningstid på tolv månader, som sedan övergick till ett tillsvidareabonnemang med tre månaders uppsägningstid. Den 31 oktober 2013 ändrades dock abonnemangsformen på HBO Nordic, då kanalen valde att ta bort bindningstiden. Samma typ av abonnemangsform som Netflix och Viaplay använder infördes.
Den 17 mars 2015 meddelades att HBO Nordic uppdaterat sin app med stöd för Chromecast.
I oktober 2021 lades HBO Nordic ner och ersattes av HBO Max.